# Borgo castello di Castiglione
Il borgo castello di Castiglione (Castrum Castillionis) è un castello risalente all'Alto Medioevo costruito sul versante occidentale del Monte Le Carbonere, a una altezza di 468 m. s. l. m., di fronte al centro abitato di Palombara Sabina, all'interno del parco dei Monti Lucretili, in provincia di Roma.

## Storia
La costruzione risale a un periodo dell'Alto Medioevo compreso tra l'870 e il 920 d.C; le prime notizie certe risalgono al 1276, in un documento che cita il castello come proprietà di Rainaldo di Palombara, i cui figli lo cedettero a Deodato da Cretone.

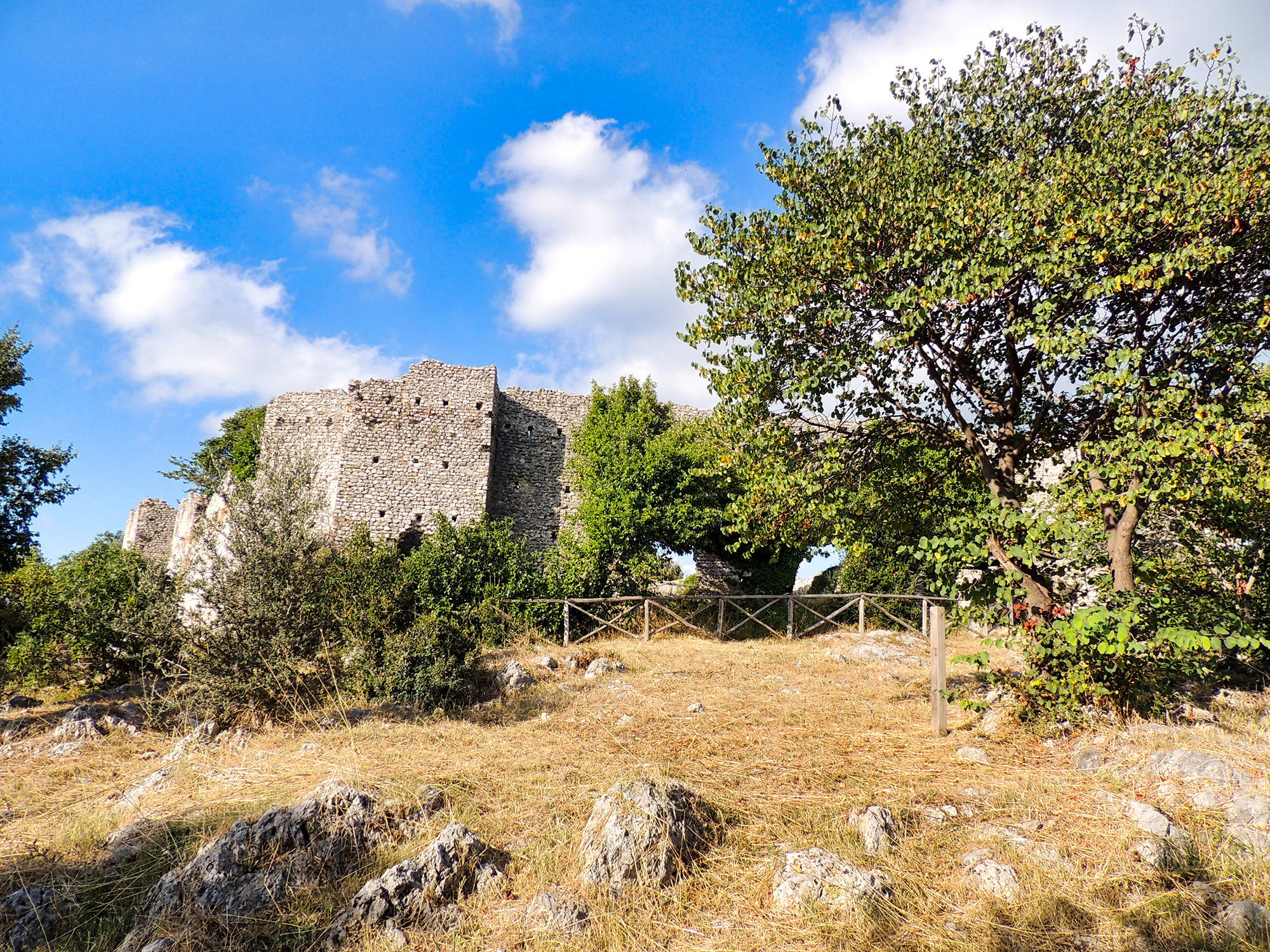
Ruderi del Castello di Castiglione a Palombara Sabina

Il borgo presenta due cinte difensive concentriche: una esterna posta a difesa dell'abitato e la seconda interna che circoscrive il castello, ultimo baluardo di difesa collettiva in caso di assedio. La presenza di una cisterna costruita secondo lo stile romano, fa pensare che precedentemente il colle fosse occupato da una villa romana, sulle cui rovine è stata poi innalzata la fortificazione; questa pratica era molto diffusa tanto che, a pochi chilometri di distanza, sorge il complesso monastico di San Nicola, anch'esso edificato su una preesistente villa romana. La cinta muraria esterna presenta ancora le sue torri che in origine erano ben 17, edificate lungo tutto il perimetro. Il castrum si ritiene sia stato costruito non in epoche successive ma in un'unica soluzione.
Lo sfruttamento agricolo della zona sin da epoca romana si evince dalla presenza di ben sette livelli di terrazzamenti, sfruttati ed in buono stato sino al Novecento; successivamente, l'urbanizzazione del colle, ha cancellato molte terrazze ma alcune sono ancora visibili soprattutto nelle immediate vicinanze dell'antico borgo medievale.
Sul finire del XIII secolo passò al papa Onorio IV. La sua famiglia (i Savelli) lo conservò fino alla metà del XIV secolo, per poi cederlo alla famiglia Della Valle. In un documento del 1427 risulta già abbandonato a causa di epidemie, nonché di numerose lotte tra famiglie nobili, così come avvenne per molti altri castelli della zona dei Monti Lucretili; altri imputerebbero l'abbandono del castello ad una serie di cedimenti strutturali o del territorio sottostante dovuto a terremoti. Dal testamento di Giovan Battista Savelli, datato 11 ottobre 1445, si evince come il complesso fosse già in rovina intorno alla metà del XV secolo. In altre fonti, come il Registrum Iurisdictionis Episcopatus Sabinensis, lo si definisce “dirutum” già nel 1343. Il progressivo declino del castrum è probabilmente dovuto al simultaneo sviluppo dell'abitato di Palombara Sabina, non molto distante e posto in una località più favorevole.
Il castello è in stile medievale; nelle vicinanze vi era un romitorio di San Martino risalente all'anno 1000 e attivo fino al XVII secolo
Il castello occupa un'area di 1200 metri quadri e comprende:
- un borgo;
- una chiesa;
- una cisterna di origine romana ottenuta da resti preesistenti nella zona circostante a terrazzamenti di età romana. Presenta due aperture: una sulla parte sommitale al livello delle principali costruzioni del castrum; la seconda invece è posta sul lato nord della stessa cisterna. Dal momento che sopra la cisterna si ritiene fosse stato eretto il mastio, è probabile che le due aperture servissero a due scopi differenti: la principale per gli usi del mastio stesso, l'apertura laterale potrebbe essere stata invece riservata all'uso cgli abitanti.

Del castello rimangono solo dei ruderi.